# ブルーバード (エミルー・ハリスのアルバム)
『ブルーバード』(Bluebird) は、1989年のエミルー・ハリスによる アルバムであり 、ケイト＆アンナ・マクギャリグル、トム・ラッシュ、ロドニー・クロウエルらの作品を含む多くの現代的な曲と洗練されたカントリー・ミュージックのプロダクションを融合したものである。ハリスの最新のトップ10カントリーチャートシングル Heartbreak Hill が収録されている。2004年にドラマ『ザ・ソプラノズ 哀愁のマフィア』第5シーズンで Heaven Only Knows を取り上げたことによりアルバムは再び注目を集めた。
| 専門評論家によるレビュー | 専門評論家によるレビュー |
| レビュー・スコア         | レビュー・スコア         |
| 出典                     | 評価                     |
| ------------------------ | ------------------------ |
| オールミュージック       | [ 1 ]                    |
| シカゴ・トリビューン     | [ 2 ]                    |
| ロサンゼルス・タイムズ   | [ 3 ]                    |

Icy Blue Heart ではボニー・レイットがゲストボーカルを提供している。ビルボードはアルバムのレビューで「エミルー・ハリスのアルバムのほとんどと同じように、ブルーバードは巧みに演奏されたアルバムであり、驚くほど影響力のある離れ業を特徴としている」と述べた。 

## トラックリスト
| #   | タイトル                                                       | 作詞・作曲                                                               | 時間 |
| --- | -------------------------------------------------------------- | ------------------------------------------------------------------------ | ---- |
| 1.  | 「Heaven Only Knows」                                          | ポール・ケナーリー                                                       | 3:36 |
| 2.  | 「You've Been on My Mind」                                     | ロドニー・クロウエル                                                     | 2:54 |
| 3.  | 「Icy Blue Heart」(バックグランド・ボーカル：ボニー・レイット) | ジョン・ハイアット                                                       | 4:08 |
| 4.  | 「Love Is」                                                    | ケイト・マクギャリグル、アンナ・マクギャリグル、ジェーン・マクギャリグル | 3:53 |
| 5.  | 「No Regrets」                                                 | トム・ラッシュ                                                           | 5:38 |
| 6.  | 「Lonely Street」                                              | Carl Belew, W.S. Stevenson, Kenny Sowder                                 | 3:14 |
| 7.  | 「Heartbreak Hill」                                            | エミルー・ハリス、ケナーリー                                             | 3:12 |
| 8.  | 「I Still Miss Someone」                                       | ジョニー・キャッシュ、ロイ・キャッシュ・ジュニア                         | 2:51 |
| 9.  | 「A River for Him」                                            | ハリス                                                                   | 5:02 |
| 10. | 「If You Were a Bluebird」                                     | ブッチ・ハンコック                                                       | 4:44 |

## パーソネル
- リチャード・ベネット - アコースティックギター、ベース、ギター、マンドリン、パーカッション、エレキギター、12弦ギター、プロデューサー
- アシュリー・クリーブランド - バックグラウンドボーカル
- ドニヴァン・コウォールト - バックグラウンドボーカル、エンジニア
- ポール・ディーター - ミキシングアシスタント
- グレン・ダンカン - マンドリン
- スティーヴ・フィシェル - アコースティックギター、ドブロ、ペダルスチール、エレクトリックベース、エレキギター
- エモリー・ゴーディ・ジュニア - 指揮者、弦楽編曲
- キャロライン・グレイショック - 写真
- グレン・ハーディン - シンセサイザー、ピアノ
- エミルー・ハリス - アコースティックギター、ギター、パーカッション、ボーカル、プロデューサー
- マイク・ヘンダーソン - スライドギター
- キーラン・ケイン - マンドリン
- メアリー・アン・ケネディ - バックグラウンド・ヴォーカル
- ポール・ケナーリー - アコースティックギター
- ジャネット・レビンソン - アートディレクション、デザイン
- ケニー・マローン - パーカッション
- カール・マーシュ - シンセサイザー、ハモンドオルガン
- ジョージ・マッセンバーグ - ミキシング
- アンナ・マクギャリグル - バックグラウンドボーカル
- ケイト・マクギャリグル - アコーディオン、バックグラウンドボーカル
- グレン・メドウズ - マスタリング
- マーク・オコナー - マンドリン
- エリック・ポール - アシスタントエンジニア
- デイヴ・ポメロイ - エレクトリックベース、アコースティックベース、ベースバイオリン
- ボニー・レイット -バックグラウンドボーカル、スライドギター
- シャロン・ライス  - ミキシングアシスタント
- マーク・リチャードソン - エンジニア
- パメラ・ローズ -バック・ボーカル
- ハリー・スティンソン - バックグラウンド・ボーカル
- マーティ・スチュアート - マンドリン
- バリー・タシアン - アコースティックギター、バックグラウンドボーカル
- ビリー・トーマス - パーカッション、ドラム、ヴォーカル

## チャートでのパフォーマンス
| チャート（1989）                                   | 最高位 |
| -------------------------------------------------- | ------ |
| アメリカ合衆国 ビルボード トップカントリーアルバム | 15     |
| カナダ RPM カントリーアルバム                      | 19     |